# 라디오 간사이
라디오 간사이(일본어: ラジオ関西)는 효고현에 있는 AM라디오 방송국으로 1952년 4월 1일에 개국했다. 약칭은 CRK, 콜사인은 JOCR이다.

## 개요
- 원래는 NRN에 가맹했던 적이 있었지만 1978년 요미우리 자이언츠전 중계문제로 NRN에서 제명당했다.
- 같은 고베 신문 계열사인 선 TV와 관계가 깊다.

## 연혁
- 1951년 8월 22일 - 고베방송 주식회사 창립
- 1952년 4월 1일 - 개국(주파수 1490kHz, 출력 1kW)
- 1952년 7월 15일 - 일본 중파방송국 최초로 프로야구 중계를 개시
- 1952년 12월 24일 - 일본 중파방송국 최초로 전화 리퀘스트 프로그램을 크리스마스 특별 프로그램으로 방송
- 1953년 8월 1일 - 주파수 560kHz, 출력 3kW로 변경
- 1960년 1월 1일 - 주식회사 라디오 간사이로 회사명 변경.출력을 10kW로 증력.
- 1965년 5월 3일 - NRN에 가맹
- 1971년 11월 1일 - 출력 20kW로 증력
- 1978년 - NRN에서 자이언츠 중계 문제로 제명
- 1978년 11월 23일 - 주파수를 558kHz로 변경
- 1992년 5월 1일 - 도요오카 방송국 개국(JOCE, 주파수 1395kHz, 출력 1kW)
- 1994년 11월 23일 - 송신소를 이전하면서 이를 계기로 새 애칭 「AM KOBE 558」을 제정했다.(사람들에게는 AM KOBE로 불리었다.)
- 1995년 1월 17일 - 오전 5시 46분 55초 한신·아와지 대지진으로 스튜디오가 파괴된다.다행히, 송신 설비등 기재에는 큰 손상이 없었기 때문에 14분간 방송을 중단시킨후 6시부터 69시간 동안 광고없이 지진관련 특별 프로그램을 방송했다.
- 2004년 4월 1일 - 애칭을 2005년 1월 1일부터 지진 재해 10주년을 맞아 다시 라디오 간사이로 바꿀것을 결정하고 2004년까지 잠정적으로 약칭 「AM KOBE」와「라디오 간사이」를 같이 사용
- 2005년 1월 1일 -　정식으로 애칭을 라디오 간사이로 결정하고 약칭을 AMK에서 CRK로 변경
- 2005년 9월 1일 - 라디오 오사카·와카야마 방송과 지진등 대규모 재해시의 상호 원조 협정을 체결.(나중에KBS도 참가)
- 2007년 4월 2일 - 개국 이후 처음으로 완전 24시간 방송을 개시
- 2011년 4월 12일 - 인터넷 라디오 radiko를 통한 인터넷 방송 시험방송 시작.(서비스 지역은 효고 현)
- 2011년 10월 12일 - 인터넷 라디오 radiko를 통한 인터넷 방송 본방송 시작.
- 2019년 4월 1일 - FM 보완중계국 개국.

### 애칭·약칭 변경사
| 정식명칭      | 애칭                  | 약칭    | 비고                               | 사용 기간                   |
| ------------- | --------------------- | ------- | ---------------------------------- | --------------------------- |
| 고베방송      | 라디오 고베           | CR      |                                    | 개국당시 ~ 1959년 12월      |
| 라디오 간사이 | 라디오 간사이         | 〃      |                                    | 1960년 1월~1994년 9월       |
| 〃            | AM KOBE 558(AM KOBE)  | AMK     | 읽는 방법은 「에이엠·고고 에이트」 | 1994년 10월~2004년 3월 31일 |
| 〃            | AM KOBE·라디오 간사이 | AMK     | 잠시 공용                          | 2004년 4월 1일~11월 30일    |
| 〃            | AM KOBE·라디오 간사이 | AMK·CRK | 잠시 공용                          | 2004년 12월 1일~12월 31일   |
| 〃            | 라디오 간사이         | CRK     |                                    | 2005년 1월 1일~             |

개국 당시 정식명칭(상호)은 「고베방송」으로 애칭은 「라디오 고베」였으며 1960년 정식명칭과 애칭 모두 「라디오 간사이」로 통일 되었다.
현재의 아와지시에 새 송신소가 완성된 1994년 10월부터, 송신소 완성 기념 사업 일환으로 제정한 「AM KOBE」(정식적 애칭은 「AM KOBE 558」)이라는 애칭을 사용했지만 2005년 한신·아와지 대지진 10주년을 기념해 통일된 회사 이미지를 보여주기 위해 회사명 호칭·표기를 「라디오 간사이」로 통일하기로 결정하고 2004년 4월부터 단계적으로 애칭을 회사명과 같은 라디오 간사이로 통합하기 시작하였고 2005년 1월 1일 완전히 통합했다.
하지만 일부 외주제작 프로그램에서는 지금도 AM KOBE라는 명칭이 사용되기도 한다(특히 AM KOBE 시대에 방송을 개시한 프로그램에서 많이 사용한다).
약칭은 애칭이 AM KOBE가 되기 이전에는 콜사인(JOCR)에서 따온 CR이, AM KOBE 시대에는AMK가 사용되었만 2004년 12월 1일부로CRK(콜사인의 CR과 간사이, 고베의 머리 글자인 K를 조합한 약칭)로 변경했다.

## 주파수
| 방송국               | 콜사인 | 주파수  | 출력 |
| -------------------- | ------ | ------- | ---- |
| 고베 방송국          | JOCR   | 558kHz  | 20kW |
| 도요오카 방송국      | JOCE   | 1395kHz | 1kW  |
| 고베 FM 보완중계국   |        | 91.1MHz | 1kW  |
| 히메지 FM 보완중계국 |        | 91.1MHz | 100W |

## 보충서술

### 한신·아와지 대지진 보도관련
1995년 1월 17일 오전 5시 46분 55초에 일어난 한신·아와지 대지진은 라디오 간사이에게 큰 전환점이 되었다.
우선 지진 재해로 인해 당시 본사가 붕괴직전의 상황에 이르렀고 산지나 방송국 밖에 설치한 방송실이 사용할 수 없게되어 잠시 방송이 중단되었다.
하지만, 방송 기기가 파괴되지 않았고 2개월전 새롭게 이전한 송신소가 무사했기 때문에 지진이 일어난 지 14분 후인 오전 6시부터 69시간 동안 광고를 내보내지 않으면서 특별 프로그램을 방송하면서 재해를 당한 지역에 정보를 전달하는 동시에 이재민에 대한 격려방송을 지속하였다.
그리고 당시 라디오간사이에서 방송하지 않았던 올나이트 니폰 지진 재해 특별프로도 라디오 간사이에서 닛폰방송을 통해 일본전국으로 방송되었다.(이 방송은 특별프로그램으로서 라디오 간사이에서도 방송되었다.)

### 다른 네트워크와의 관계
NRN
- 1965년 NRN 결성 당시 참가했으며 1977년까지는 NRN 계열국이었지만 1978년 NRN에서 자이언츠 야구중계를 방송을 할 수 없게 되자 간사이의 중파라디오 방송국중 유일하게 요미우리 자이언츠 시합을 중계하는 것을 조건으로 RF라디오닛폰과 관계를 맺게 되었고 이 일로 인해 라디오 간사이는 NRN에서 제명당했다.
그러나, 완전히 NRN과 관계가 끊어진것이 아니라 NRN 야구중계를 스폰서만 교체해 방송하기도 하고 최근에는 오사카 중파 라디오3국(ABC, MBS, 라디오 오사카)에서 방송하지 않는 NRN 프로그램을「프로그램 판매」 형태로 시차 방송하기 시작했다.

JRN
- 원래 JRN에 가맹한 적이 없지만, 1973~1978년경에 TBS라디오에서 「전국 어린이 전화 상담실」이라는 프로그램을 동시방송을 했다고 한다.(이 프로그램은 MBS에서도 방송했다고 한다.)

독립 중파라디오 방송국
- RF라디오닛폰, 기후방송과는 프로그램 공급관계를 맺고 있다.

## 특징
- 2007년 4월 2일 이전에는 새벽 2시 혹은 3시 전후에 방송을 종료하고 2시간후인 오전 5시에 방송을 시작했다.
  - 이후 24시간 방송을 실시했으나, 2016년 4월부터 매주 월요일 새벽 방송 장비 유지 보수를 위해 새벽 3시부터 새벽 5시까지 계획정파를 다시 시작했다.
- 산인지방과 규슈지방에서는 출력이 강한 KBS 대구 해피FM(2AM 라디오) 때문에 라디오 간사이를 들을 수 없다.
- 한신·아와지 대지진 발생 2개월전에 고베방송국 송신소를 옮겼기 때문에 지진 후 정상방송이 가능했다고 한다.
- 도요오카 방송국에서 간혹 고베 스튜디오를 통해 자체방송을 할 때가 있었지만 현재는 하지 않고 있다.
- 라디오 간사이에서 쓰는 자동차 번호판 번호는 주파수에서 따온 '558'이다.

## 효고현에 있는 다른 텔레비전·라디오 방송국
- NHK 고베 방송국
- 선 TV(SUN)(독립 텔레비전 방송국)
- Kiss-FM KOBE(JFN 계열)